# Ластівка чорношия
Ластови́ця чорношия (Pygochelidon melanoleuca) — вид горобцеподібних птахів родини ластівкових (Hirundinidae). Мешкає в Південній Америці.

## Поширення і екологія
Чорношиї ластовиці гніздяться в Колумбії, Венесуелі, Гаяні, Суринамі, Французькій Гвіані, Бразилії, Болівії, Аргентині і Парагваї. Вони живуть на берегах річок, на висоті до 300 м над рівнем моря. Живляться комахами, гніздяться серед скель.